# Regelation
Regelation, återfrysning, är ett fysikaliskt fenomen som beror på att vattnets fryspunkt sjunker när det utsätts för tryck. Om temperaturen är strax under 0 °C och trycket upphör återfryser vattnet, man får regelation.
Regelation upptäcktes av Michael Faraday. Regelation sker endast för substanser, såsom is, som har egenskapen att expandera vid frysning, då smältpunkten för dessa ämnen sjunker med ökande yttre tryck. Smältpunkten för is faller med 0,0072 °C för varje ytterligare atm tryck som appliceras. Till exempel kan ett tryck av 500 atmosfärer behövas för is att smälta vid -4 °C.

## Ytsmältning

Smältkurva för is.

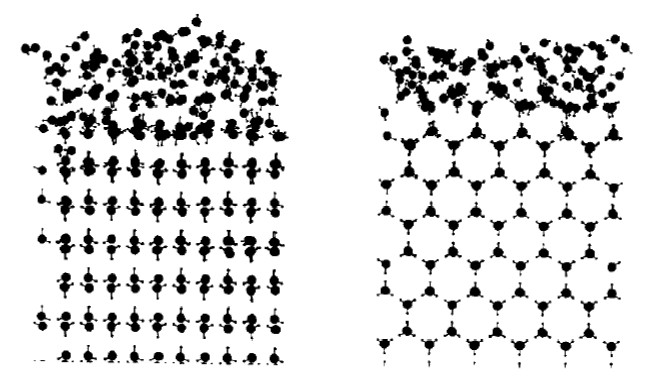
Molekylär struktur av is nära ytan.

För en normal kristallin is långt under dess smältpunkt kommer det att finnas en viss uppmjukning av atomerna nära ytan. Simuleringar av is i närheten av dess smältpunkt visar att det finns en tydlig smältning av ytskikten i stället för en symmetrisk uppmjukning av atompositioner. Kärnmagnetisk resonans åskådliggör bevis för ett vätskeskikt på ytan av is. 
Med användning  av elektronmikroskopi mätte 1998 Astrid Doppenschmidt och Hans Jurgen Butt tjockleken av ett vätskeliknande skikt på is mellan 12 nm vid -24 °C och 70 nm vid -0,7 °C. Ytsmältning befanns kunna börja vid så låga temperaturer som -33 °C.

## Exempel på relegation
- En glaciär kan utöva en tillräckligt tryck på dess undre yta för att sänka smältpunkten av isen. Smältningen av isen i glaciärens bas gör det möjligt att gå från en högre höjd till en lägre höjd. Flytande vatten kan strömma ut från basen på en glaciär på lägre höjder när temperaturen på luften är över fryspunkten för vatten.

- Innehållet i läskedrycksflaskor som förvarats i en temperatur strax under nollpunkten kan börja frysa när kapsylen tas av och trycket i flaskan sjunker.[1]

## Missuppfattningar
- Skridskoåkning ges som ett exempel på regelation, men trycket som krävs är mycket större än vikten av en skridskoåkare. Dessutom förklarar inte regelation hur man kan åka skridskor vid temperatur under 0 °C).
- Vikter upphängda från en tråd som skär genom is, är ett exempel som ges i gamla läroböcker. Återigen trycket som krävs är mycket större än den kraft som anbringas. Värmeledning från rummet genom metalltråden den korrekta förklaringen av detta fenomen.
- Kompaktering och skapande av snöbollar är ett annat exempel från gamla texter. Återigen är det tryck som krävs mycket större än vad som kan appliceras för hand. En motsvarande exempel är att bilar inte smälter snön medan de körs över den.